# 相撲
相撲（）は、土俵の上で力士が組合って戦う形を取る日本古来の神事や祭であり、同時にそれを起源とする武芸や武道の一つ。興行としては大相撲が行われている。日本由来の武道・格闘技・スポーツとして国際的にも認知されている。

## 概説

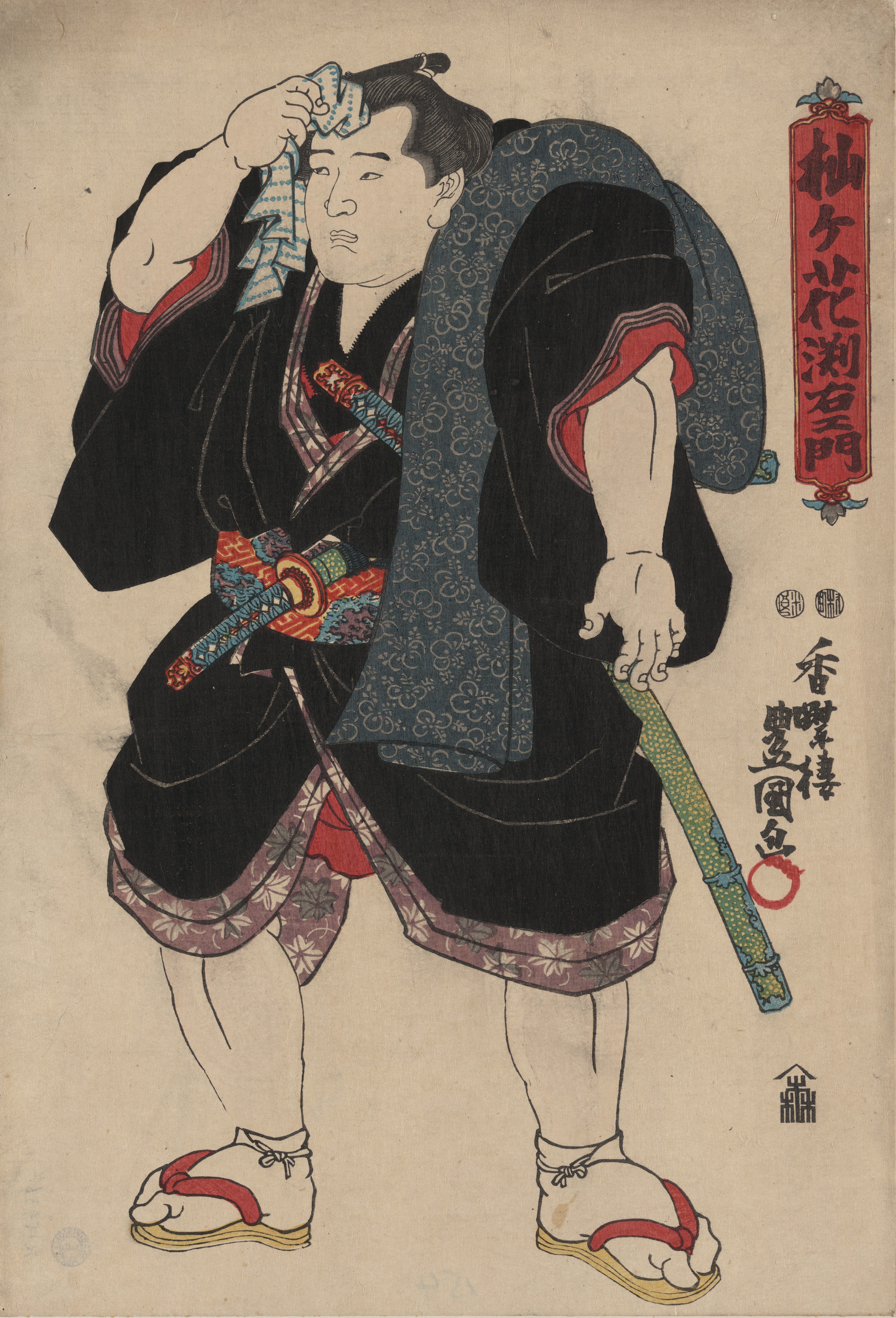
杣ヶ花渕右エ門（そまがはな ふちえもん)、1818年。大小の刀を佩刀し武士と同じ待遇であった力士

相撲の歴史や伝承は古く、歴史としては平安時代以前、伝承としては神話時代から始まったとされている。江戸時代に入ると全盛期になり、日本文化を代表する一つの娯楽として隆盛を極めた。
現代の相撲について民俗学の研究ではその担い手と歴史的系譜から、相撲を生業とする人々による興行相撲から連なる大相撲、学生相撲や実業団相撲などのアマチュア相撲、地方の神事や余興として行われてきた相撲（新田一郎や池田雅雄らによって「素人相撲」に分類された草相撲・野相撲・奉納相撲など）の3つに区分する。特に日本相撲協会が主催するスポーツの興行としての大相撲が有名だが、神事に由来するため、他のプロスポーツと比べて礼儀作法などが重視されており、生活様式や風貌なども旧来の風俗が比較的維持されるなど文化的な側面もある。
「日本の国技は相撲である」と巷で言われることがあるが、日本は法令や政令で国技を定めてはいない。
日本国内外でも同じような形態の格闘技があって、例えば沖縄本島の沖縄角力（シマ）、モンゴルのブフ、中国のシュアイジャオ、朝鮮半島のシルム、トルコのヤールギュレシ、セネガルのランブなど。それぞれ独自の名前を持つが、日本国内で紹介される場合には「何々相撲」（沖縄相撲（琉角力）、モンゴル相撲、トルコ相撲など）といった名で呼ばれることが多い。

## 語義
新田一郎によると「相撲」は当初は争うことや抗うことを意味し、特定の格闘競技を意味したものではなく、格闘や技芸を一般的に意味する漢語であったという。
「すもう」の呼び方は、古代の「すまひ」が「すもう」に変化した。表記としては「角力」、「捔力」（『日本書紀』）、「角觝」（江戸時代において一部で使用）、など。これらの語はもともと「力くらべ」を指す言葉であり、それを「すもう」の漢字表記にあてたものである。19世紀から20世紀初頭までは「すもう」は「角力」と表記されることが多かった。古代には手乞（てごい）とも呼ばれていたという説もある。（手乞とは、相撲の別名とされ、相手の手を掴むことの意、または、素手で勝負をすることを意味する。）
大相撲を取る人は正式名称は「力士」（りきし）といい、また「相撲取り」、親しみを込めて「お相撲さん」とも呼ばれる。
相撲の世界のことを「角界」と呼ぶことがあるが、これは嘗て相撲の漢字表記を「角力」あるいは「捔力」「角觝」としていたことに由来する。
英語では「sumo（）」または「sumo-wrestling（）」と表記される。
なお、日本では組み合う格闘技的な競技を総じて相撲と呼ぶ。用例には腕相撲、足相撲、指相撲、拳相撲、草相撲などがある。他に、相撲を模して行われるものに紙相撲がある。

## 歴史

### 古代

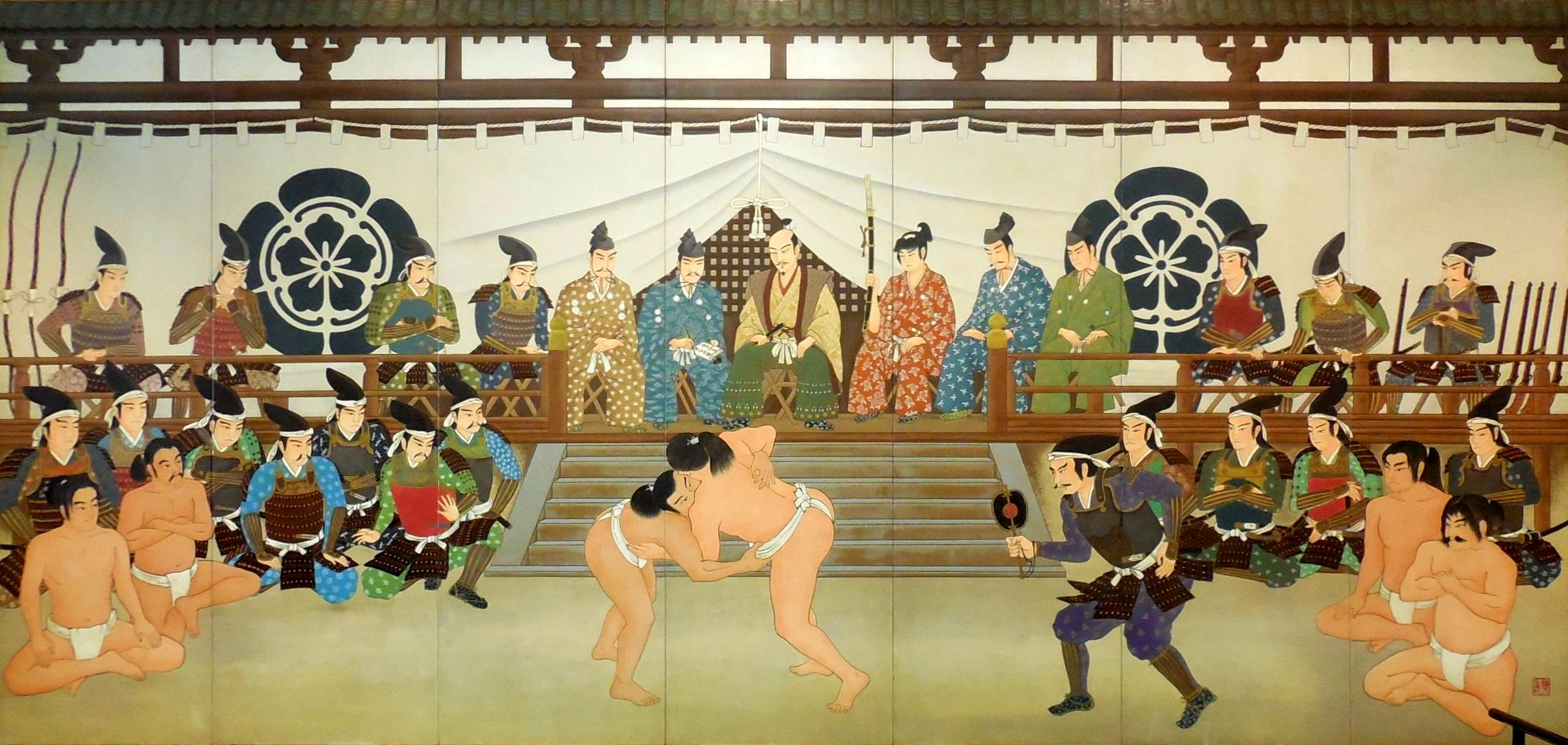
天正六年（1578年）、織田信長が安土城にて相撲を観戦。両国国技館の「織田信長公相撲観覧之図」

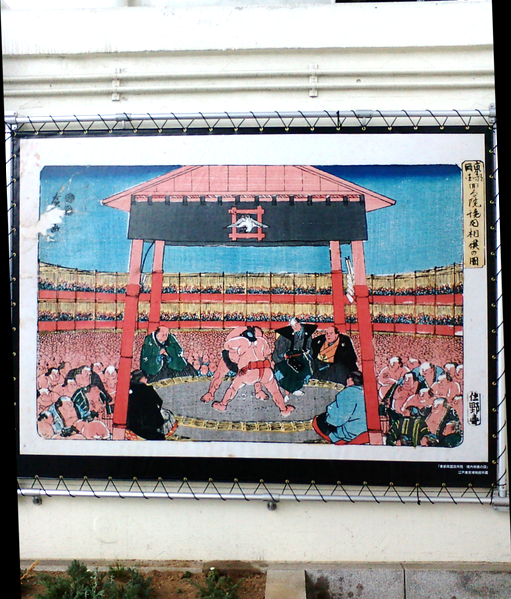
隅田川テラスにかかる歌川広重の「相撲の図」の模写 撮影: 2008年3月

日本における相撲の記録の最古は、『古事記』の葦原中国平定の件で、建御雷神（タケミカヅチ）の派遣に対して、出雲の建御名方神（タケミナカタ）が、「然欲爲力競」と言った後タケミカヅチの腕を掴んで投げようとした描写がある。その際タケミカヅチが手を氷柱へ、また氷柱から剣（つるぎ）に変えたため掴めなかった。逆にタケミカヅチはタケミナカタの手を葦のように握り潰してしまい、勝負にならなかったとあり、これが相撲の起源とされている。
人間同士の相撲で最古のものとして、垂仁天皇7年（紀元前23年）7月7日 (旧暦)にある野見宿禰と「當麻蹶速」（当麻蹴速）の「捔力」（「すまいとらしむ・スマヰ」または「すまい・スマヰ」と訓す）での戦いがある（これは柔道の起源ともされている）。この中で「朕聞 當麻蹶速者天下之力士也」「各擧足相蹶則蹶折當麻蹶速之脇骨亦蹈折其腰而殺之」とあり、試合展開は主に蹴り技の応酬であり、最後は宿禰が蹴速の脇骨を蹴り折り、更に倒れた蹴速に踏み付けで加撃して腰骨を踏み折り、絶命させたとされる。これらの記述から、当時の相撲は打撃を主とする格闘技であり、既に勝敗が決した相手にトドメの一撃を加えて命までをも奪った上、しかもそれが賞賛される出来事であった事から見ても、少なくとも現代の相撲とはルールも意識も異なるもので、武芸・武術であったことは明確である。宿禰・蹴速は相撲の始祖として祭られている。
さらに『古事記』の垂仁記には、
とあり、初めて「力士」（ちからひと・すまひひと と訓す）の文字が現れる。以降の記紀や六国史においても、相撲に関する記述が散見される。なお「相撲」という言葉そのものが初めて用いられたのは日本書紀の雄略天皇13年の記述で、当時の木工にして黒縄職人であった猪名部真根が「決して（刃先を）誤らない」と天皇に答えたため、雄略天皇が采女を呼び集めて服を脱いで褌にして相撲を取らせた記述が初見になる。

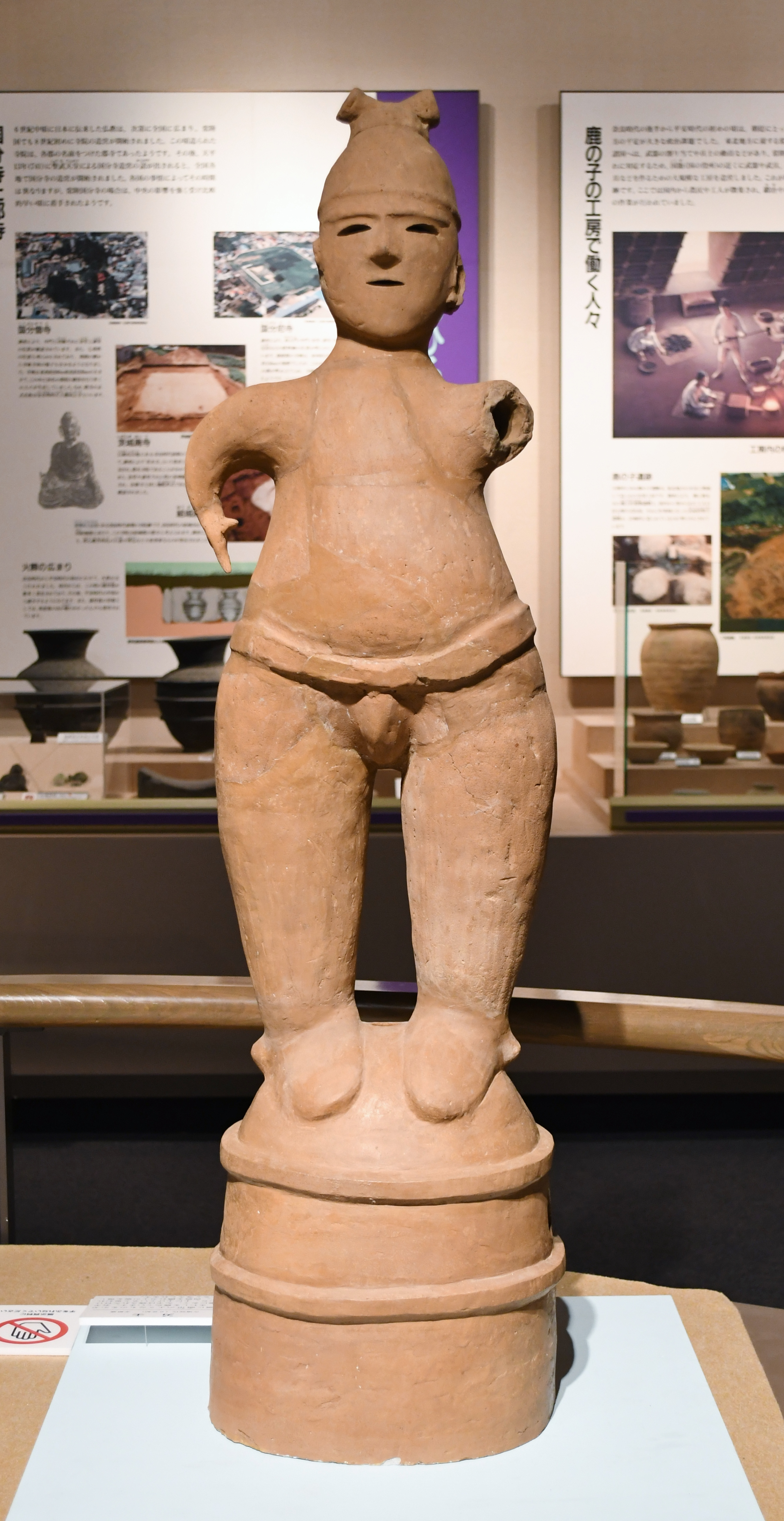
力士形埴輪 茨城県舟塚古墳出土。
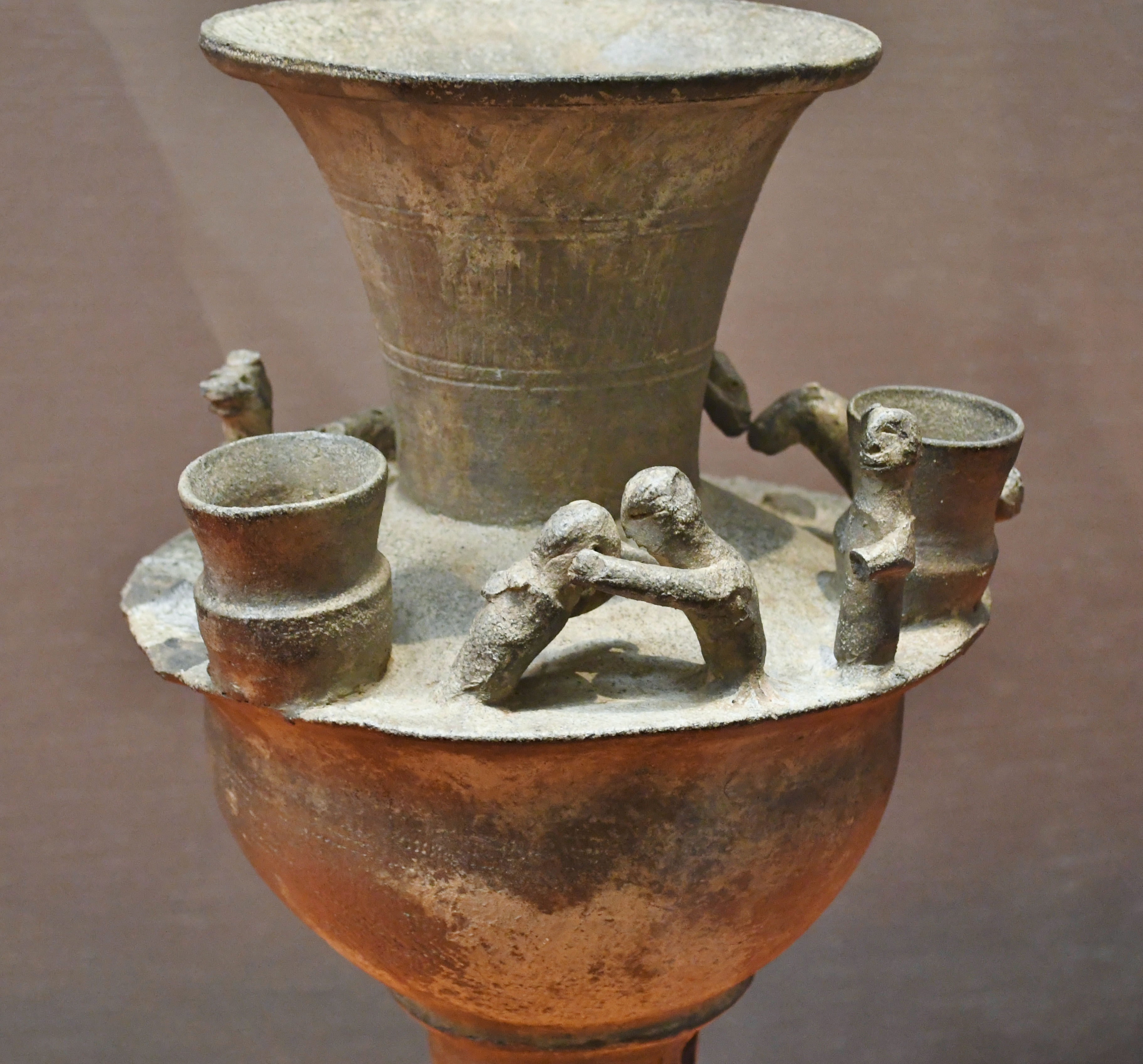
力士・行司表現のある須恵器 岡山県瀬戸内市出土。

皇極天皇元年（642年）7月22日には、百済の使節、大佐（だいさ）の平智積（へいちしゃく）らを饗応し、宴会の余興として、健児（ちからひと）に命じて、同年4月8日に亡命していた百済王族 翹岐（ぎょうき）の前で相撲をとらせた、とある。
天武天皇11年（682年）7月、九州の隼人が大勢きて国の特産品を献上し、朝庭で大隅の隼人と阿多の隼人が相撲をとり、大隅の隼人が勝った、とある。
持統天皇9年（695年）5月13日、大隅隼人を宴会をしてもてなした。21日、隼人が相撲を取るのを西の槻の木の下で観た、とある。
奈良時代から平安時代にかけて、宮中行事の一つとして相撲節会が毎年7月頃に行われるようになる。毎年40人ほどの強者が近衛府により選抜され、宮中で天覧相撲をとった。最初の記録は天平6年（734年）のものであるが、節会を統括する相撲司の初見は養老3年（719年）であることから、8世紀初頭に定着したものと思われる。相撲節会は当初は七夕の宮中行事の余興としての位置づけであったが、後に健児の制が始まると宮中警護人の選抜の意味を持つようになる。時代が下るにしたがって相撲節会は重要な宮中行事となり、先例が積み重なるとともに華やかさを増した。しかし同時に、健児の選抜という本来の趣旨は次第に忘れられていった。12世紀に入ると律令制の衰退、都の政情不安定とともに相撲節会は滞るようになり、承安4年（1174年）を最後に廃絶となる。
一方、神社における祭事として相撲をとる風習が生まれた。これを神事相撲という。1956年の書籍『日本相撲史』は、農作物の豊凶を占い、五穀豊穣を祈り、神々の加護に感謝するための農耕儀礼であり、これは一貫して現代になっても続いている、としている。

### 中世
相撲節会に求められていた実践的な意味での相撲は、組み打ちの鍛錬として、封建制を成立させた武士の下で広まった。これを武家相撲という。武士の棟梁となった源頼朝は特に相撲を好み、鎌倉を中心に相撲が盛んに行われた。
続く室町幕府は、相撲の奨励には消極的であったが、戦国大名は熱心に相撲人の養成に力を注いだ。また、応仁の乱以降都落ちをした貴族とともに京都の相撲文化が地方に伝わり、民衆の間に相撲が定着、相撲を生業とするものが現れる。これを土地相撲、または「草相撲」という。

### 近世

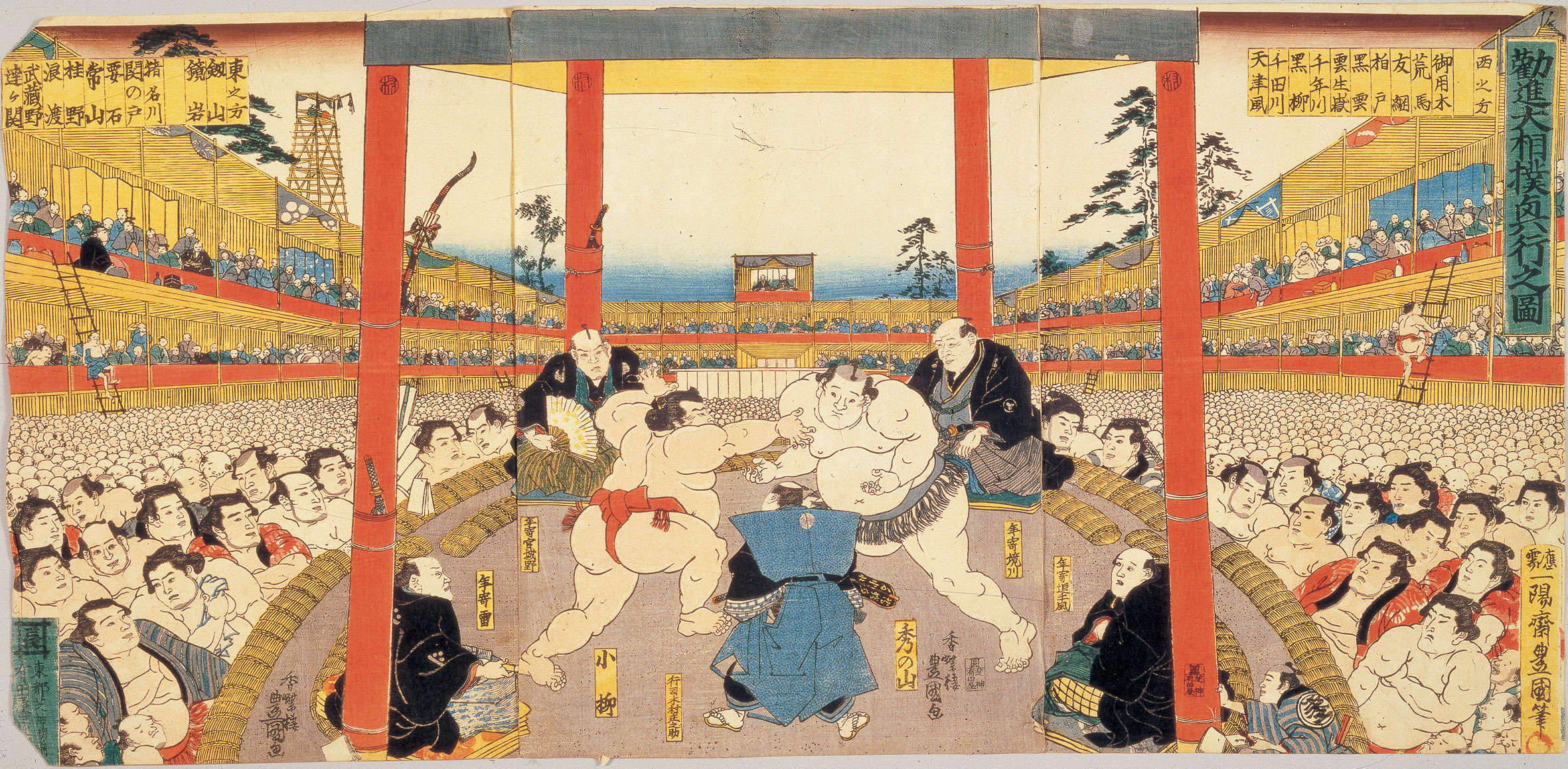
江戸時代の勧進大相撲興行の図（1843年頃）

江戸時代に入ると武家相撲はその存在意義を失い、土地相撲が興行化して民衆一般に広がる。興行主はこれを神事相撲の「勧進」にことよせて勧進相撲と称し、また武家相撲も力士を大名の抱えとすることでその名残をとどめた。
江戸時代の相撲力士は錦絵に描かれるなど、庶民から注目の的で、花柳界との浮名の噂が、度々話のネタに上がるほどであった。大関になると諸大名から引き抜かれ、侍としてお抱えになる者もいて、禄を支給された上に二本差しを許され、家来も与えられたが、大名の面子がかかるため、常に真剣勝負を求められた。また女人禁制で、明治時代になるまで女性は見物できなかった。さらに「相撲見物で痣一つこさえない奴は男じゃない」と喧嘩も頻発し、死者も出たため、何度か禁令が出された。土俵の柱には刀が複数常備され、客同士で喧嘩が始まると、親方衆が抜刀して仲裁に回るほどだった。当時の相撲は葦簀で仕切られた野外興行で、開催の度に撤去と新設を繰り返し、雨天時は中止された。期間も1年で20日間しか行われなかった。
江戸の爛熟期である明和・安永期（1764年-1781年）には、急速に見世物として の性格が濃厚になり、盲人や女性の相撲が盛況をみせ、明和6年（1769年）の浅草寺の開帳では、30日間興行の予定の女相撲や盲人と女性による相撲が20日間も延長されるほどの人気を博した。11代将軍徳川家斉の時代になると、将軍が観覧する「上覧相撲」がきっかけとなり庶民の娯楽としてさらに隆盛し、なかでも寛政3年（1791年）6月11日に行われた上覧相撲によって相撲熱は一気に高まった。「勧進相撲」は神社仏閣の建立・修繕などの資金として寄進を勧めるための興行から、職業相撲としての営利的興行へと変化し、寛政年間には、第4代横綱谷風梶之助や第5代横綱小野川喜三郎、雷電為右衛門といったスター力士たちが登場し、江戸相撲は黄金期を迎えた。天保4年（1833年）には勧進大相撲が一大歓楽地であった両国を定場所とした。

### 近代

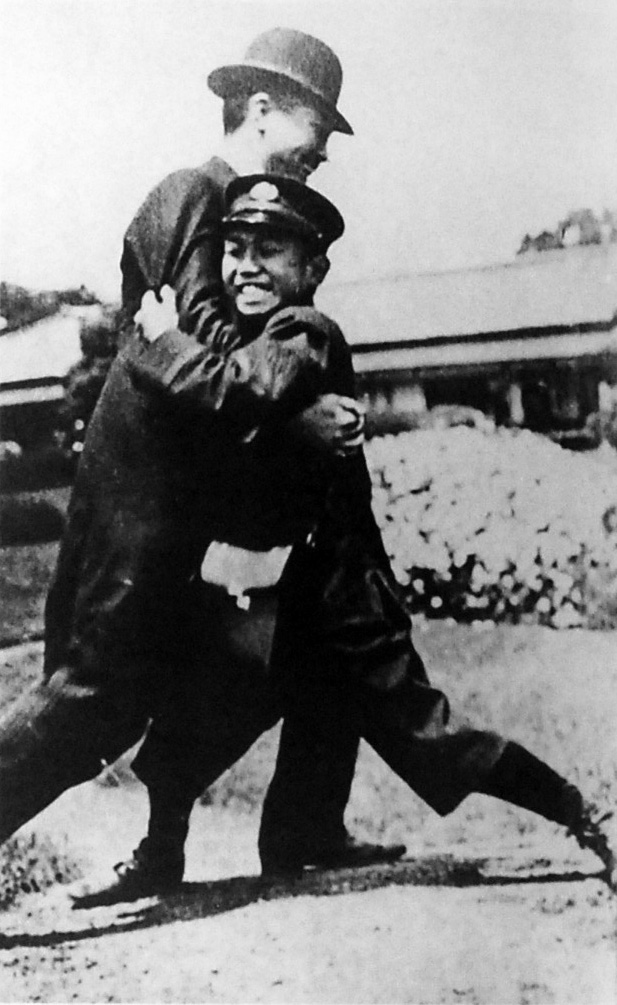
侍従と相撲を取る皇太子時代の昭和天皇（右）

明治の文明開化で相撲をはじめとする伝統芸能は軒並み危機に陥るが、明治天皇の天覧相撲が繰り返されるなどによりその命脈を保つ。大正14年（1925年）には幕内最高優勝者に授与される天皇賜杯が下賜され、また東京相撲と大阪相撲が合併することにより日本相撲協会が誕生、勧進相撲は大相撲に一本化された。
平成に入って、日本ビーチ相撲連盟というアマチュアの組織が結成された。また、義務教育に武道必修化の必修科目として、相撲・剣道・柔道の三種を基本として加味された。
2020年以降は新型コロナウイルス感染拡大により身体接触を伴うスポーツへの抵抗が高まり、各地の学校の部活動でもなるべく身体接触を避けたいという意向が示されていた。2021年10月15日に開幕した福井県中学校秋季新人競技大会で、相撲競技が2人しかエントリーしないという選手不足のため、過去16回で初の開催中止となった。

## 神事としての相撲

### 神事との関係性

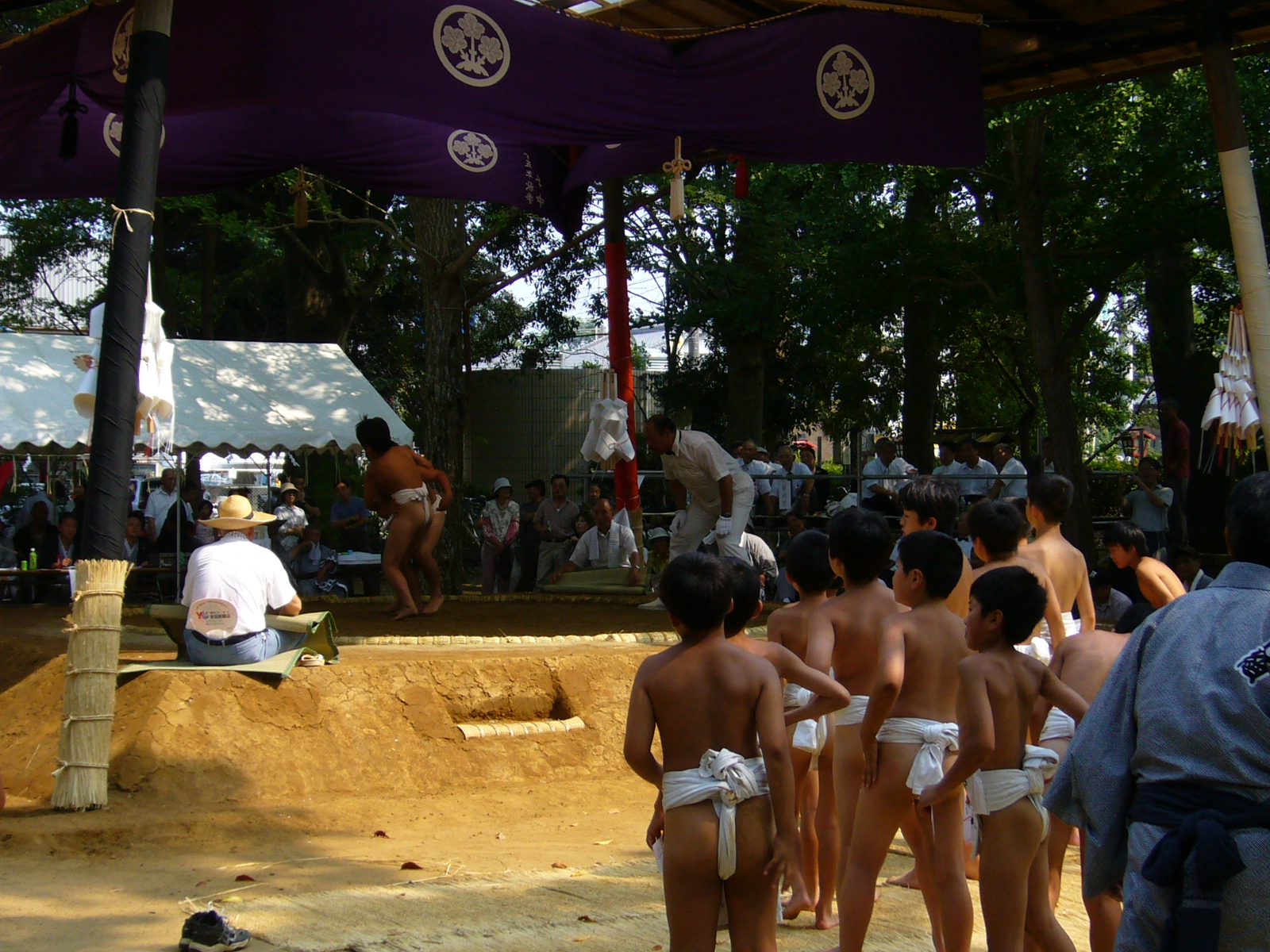
奉納相撲（東庄町諏訪神社）

相撲は神事としての性格が不可分である。ただし、相撲と神事の関係については、相撲が神事に合わせて奉納される場合と、相撲の所作が神事の不可欠な要素に含まれている場合に分けられる。さらに相撲が他の芸能とあわせて余興で行われる場合のほか、相撲の所作を演劇的に行うものやそれをモチーフにした舞の形式になっている場合もあり、一般的な格闘技としての相撲を要素としないものもある。和歌山県、愛媛県大三島の一人角力の神事を行っている神社では稲の霊と相撲し霊が勝つと豊作となるため常に負けるものなどもある。
- 神事相撲の例
  - 唐戸山神事相撲 - 石川県羽咋市 羽咋神社
  - 延方相撲 - 茨城県潮来市延方 鹿嶋吉田神社
  - 琴平相撲 - 茨城県北相馬郡利根町布川 琴平神社

### 大相撲の神事
- 江戸中期以降の大相撲は特に神道の影響が強く、力士の土俵入りの際に拍手をうち、横綱が注連縄を巻くようになったのは、相撲の宗家とされた吉田司家の許可に基づくものである。東京での本場所前々日には東京都墨田区の野見宿禰神社に日本相撲協会の幹部、審判部の幹部や相撲茶屋関係者が出席して、出雲大社教の神官によって神事が執り行われる。
- 土俵祭
  - 土俵祭とは、本場所の前日には立行司が祭主となって行なう祭事である。介添えの行司が清祓の祝詞をあげた後、祭主が神事を行い、方屋開口を軍配団扇を手にして言上する。この後、清めの太鼓として、呼び出し連が土俵を3周して式典が終わる。寛政3年（1791年）征夷大将軍・徳川家斉の上覧相撲の際に、19世吉田追風（吉田善左衛門）が「方屋開」として始めたものである。
- 相撲場は明治中期まで女人禁制で、明治になるまで観戦することもできず、現在でも土俵上に女性が上るのを忌避している。しかしながら、伝統的な慣習であるという点については異論が出ている。女相撲という言葉は古くは日本書紀に見られ[23][24][25]、江戸時代以降は興行記録も残っており[23][24]、戦前まで女相撲の興行が行われていた[24]からである。また、俵を使った土俵の登場は江戸時代からである[23]。研究者の金田英子は1992年に、神事としての相撲は、九州地方では現在を迎えても伝統行事として行われていることが知られている、としている[25]ように、必ずしも女性を忌避するものではない。

- 土俵

## 相撲の戦い方

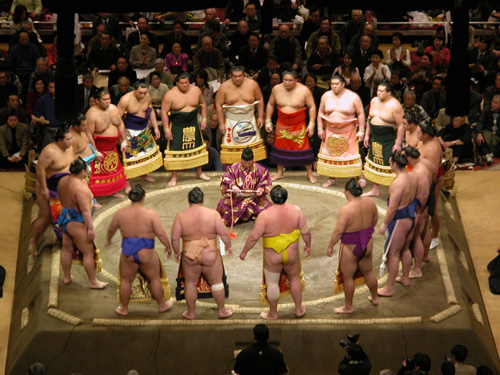
幕内土俵入り（前頭から大関までの力士による土俵入り

競技の形態としては、直径4.55メートル（15尺）の円形、または、四角形をした土俵の中で廻しを締めた二人が組み合って（取り組み）勝ち負けを競う。土俵から出るか、地面に足の裏以外がついた場合、もしくは反則を行った場合、負けとなる。その判定は、大相撲では勝負審判（行司は一次的な勝敗の判定を行うが、最終判定は勝負審判が行う（物言い））、アマチュア相撲では主審が行う。
相撲の取組は、伝統的に力士の年齢・身長・体重に関わらずに行われる（無差別の戦い方）。アマチュア相撲においては、大会によっては体重別で行うものもある（全日本相撲個人体重別選手権大会など）
相撲司家の吉田家の故実では、禁じ手制定以前の相撲の戦い方について「相撲の古法は、突く・殴る・蹴るの三手である」と伝えられている。

### 相撲の流れ
普通は以下のような流れになる。

#### 塵手水
- 『私は武器を持っていません、素手で正々堂々と勝負します』の意。

#### 仕切り
- 円形の土俵に入り、最初はやや離れて立ち、互いに顔を見合わせ、腰を落とし、仕切り線に拳をついて準備する。これを仕切りといい、立合いが成立するまで繰り返す。仕切りは何度行ってもよく（制限時間がある場合はその範囲で）、繰り返さなくてもよい。
- 1928年（昭和3年）1月12日から日本放送協会のラジオ放送による大相撲中継が始まった際、放送時間内にすべての取組を終わらせるため幕内10分、十両7分の制限時間設定と共に仕切り線が設けられた。のちに制限時間は幕内4分、十両3分となった。

#### 立合い

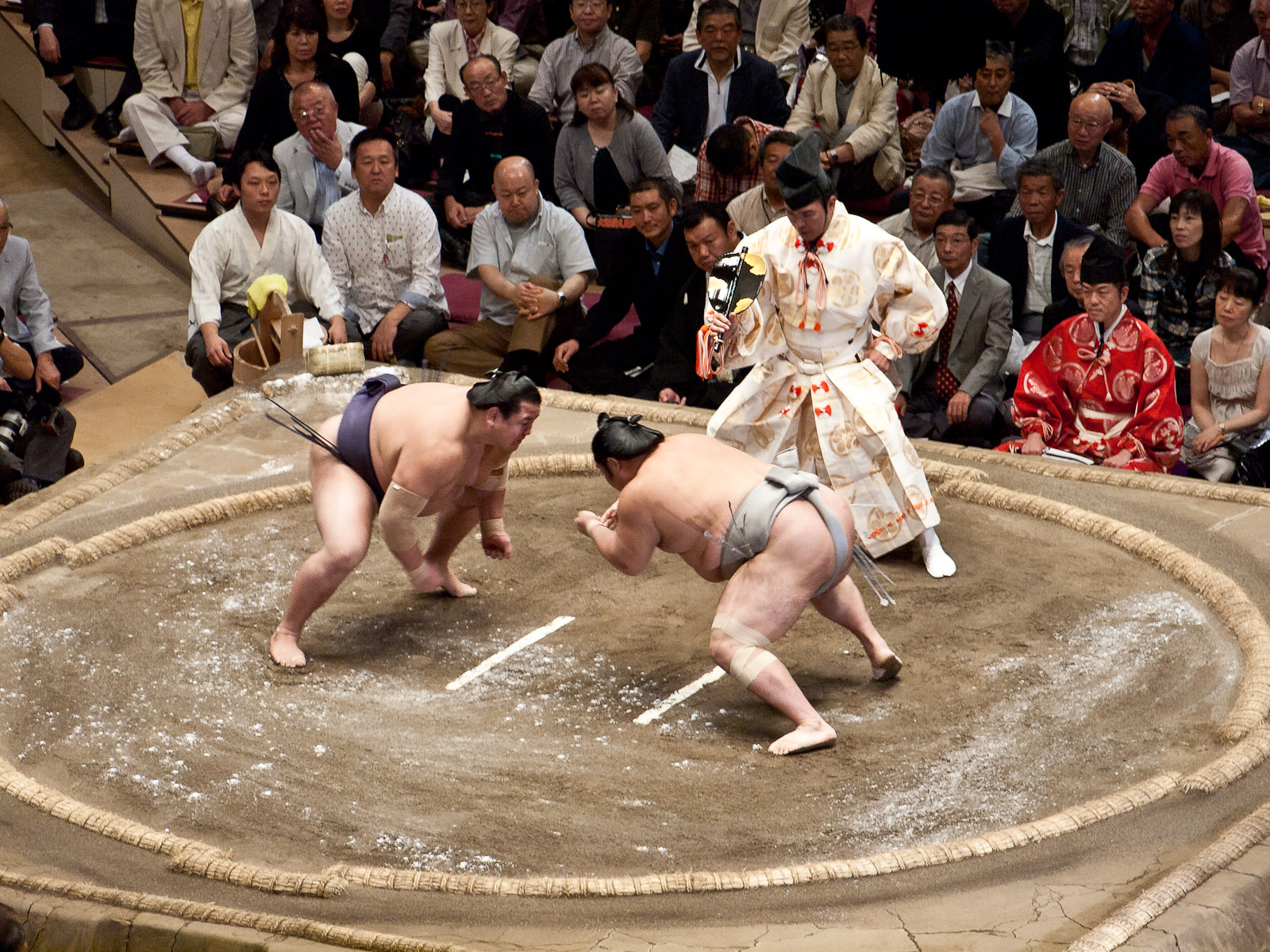
立合い

- 拳をついた状態から互いに目を合わせ、両者同時に立ち上がってぶつかる。普通は正面からぶつかり合うものであるが、必ずしもそうしなくても良い。この試合の始まりを立合いという。
- 立合いは世界では見られない日本独自の方法で、その開始は両者の暗黙の合意のみで決まる。仕切りを繰り返すうちに両者の気合いが乗り、共にその気になった瞬間に立ち上がるのが本来の形である。行司は一般のスポーツのように開始を宣言するのではなく両者の合意を確認するだけである。ただし、現実には時間制限などが設けられる。
- 土俵に拳をつける立合いは江戸時代の元禄の大相撲力士の鏡山仲右衛門が始めたものが広まったものである。
- 仕切り線ができたことにより発達した。それ以前の時代の写真から立会いの距離制限が無く頭と頭をつけた状態から開始されることも多かったことがうかがえる。
- 行司のかけ声の「はっけよい」または「はっきよい」（＝さあ、がんばれ）は、動きが止まった時に発気揚々（気を盛んに出す）と促す言葉で、「のこった」（＝どちらが残るか）は、取組の中で両者の動きが止まった時に、勝負がついていないことを知らせたり、戦いを促すために二者に気合いを入れて掛ける言葉である。動きが止まると「はっきよい」、動いていると「のこった」というかけ声で、力士は気合をいれて相手にぶつかる。

#### 勝ちの確定
勝ちが決まるのは次の場合である。
- 相手の体のうち足の裏以外の部分を土俵の土に触れさせた場合。投げて背中を着けても引っ張って掌を着けてもよく、極端な場合は相手の髪の毛が着いてもその時点で相手の負けが決まる。
- 相手を土俵の外に出した場合。相手の体の一部が土俵の外の地面に着いた時点で勝ちが決まる。

日本の相撲以外にも膝など体のどこかが地面についた時点で負けとなる組技中心の寝技のない格闘技はブフ、シルム、セネガル相撲など多くある。しかし、試合場の外に出ることを反則とはしても即座に負けと認めるものは少ない。このために相撲は勝負がつきやすいと共に勝敗の行方がデリケートである。体重制を取らなくても勝負が成立する理由の一つもここにある。

### 決まり手と禁じ手

#### 決まり手
- 勝敗が決したとき、それがどのような技によるかを判断したものが決まり手である。当然様々な場合があるが、公式な決まり手として、投げ・掛け・反り・捻りを中心にしたものがある。かつては四十八手といわれたが、のちに日本相撲協会が82の技名と技でない決まり手5（勇み足など）を定めており、そのどれかに分類される。

### 相撲の構え
- 日本古来から伝わる「手合」と呼ばれる相撲の構えが江戸時代中期まであったが、その名残として「三段構え」が存在する。（手合と三段構えは世界中では見られない日本独自の構え）
- 力士が、「両手の手（拳）を土俵に付けてから立合う」事は、江戸時代中期の人物で紀伊出身の鏡山沖右衛門から始まった、これは、土俵を用いる相撲に適応し、徐々に浸透していった。
- のちの世にも伝わっている相撲の「追っ付けの構え」は、相撲の攻防に適した構えである。

### 相撲の攻め手と防ぎ手

#### 攻め手
- 離れた状態からぶちかまし・喉輪・突っ張り・張り手・足払いなどの攻め手を用いる立合いにより優位な状況をつくる。
- 触れ合った状態で押す。胸に手の平を当てたり、廻しを握って押し出す。
- 廻しを掴んで引き寄せ合う。両者が同じ側（右と左）で横より後ろの廻しを取り合った場合に互いの手が交差するが、その際、外側にある手を上手、内側にある手を下手という。「上手は浅く、下手は深く」というのが廻しの取り方の基本である[26]。
- 急に後ろに引いたり、体を開くなどによって相手のバランスを崩す。

相撲においてはまず押すことを良しとし、多くの相撲部屋や道場では初心者は押しの技法を身に付けることから始める。廻しを取った手は引くが、その場合も体全体として常に前に出ることを心がける。「引かば押せ、押さば押せ（相手が引こうが押そうが押せ）」との言葉もある。実際には引き落としなど引く技もあるが褒められない。また、引かれた場合も引かれる以上の速さで前に出ることで攻勢を取るのが良しとされる。

### 相撲の組み方
力士同士のお互いの組み方として四つ身という組み方があり、右四つ・左四つ・手四つ・頭四つ、または、外四つ（もろ差し）などがある。
- 互いにまわしを取り合う場合、標準的なつかむ位置として相手の腰の横から少し後ろとなる。すると、両者の腕が交差することになるが、このとき相手の腕の外を回る腕を上手（うわて）、内側に入る腕を下手（したて）という。両者互角に組む場合、それぞれ片腕が上手、もう片腕が下手となる。ここで互いに右手が下手になっているのを右四つ、左手が下手になっているのを左四つという。
- 片方が両腕ともに下手でまわしを取るのをもろ差しという。このとき相手も両手でまわしを取ると、両手とも上手となるのが外四つである。
- 両者が互いの向き合う手をつかみ合った状態で押し合うのを手四つという。大相撲で見ることはほとんどない。むしろプロレスで見ることが多い。
- 互いの頭を押しつけあうのを頭四つ（ずよつ）という。そのまま相撲が進むことは少なく、その状態から互いの肩を押したりといった形になる。

これらは両者互角、あるいはそれに近い組み方であるが、当然ながら相手にそうさせない方が自分には都合がよい。自分がまわしを取っても、相手にとらせないのは重要な手法であるし、取られた手を離させる、たとえば『上手を切る』のは大切な技法である。

### 四十八手
四十八手とは相撲における決まり手のことである。四十八手の称は慶長年間には既に世にあったとされる。江戸時代より『相撲強弱理合書』、『角力秘要録』、『相撲之圖式』、『相撲鬼拳』、『相撲大全』などに記されているが書によって内容が異なる。
相撲強弱理合書
笈撕、繋なげ、波離間なげ、胸なげ、腹なげ、腕なげ、寄なげ、大腰、小腰、大渡し、三所詰、うたせの手、鳧の入れ首、痿の手、膝車、四肢の張身、曳廻、鬢廻、疎己圓、手繰蹴返、飛違、わく抜、相合頭捫、枕浪、両手の爪取、袖返し、曳捨、縊込、立居腰、上手捫、多怒気の腹なげ、取手の崩し、立眼相、居眼相、雀鷂の大意、鷲の掴揚り、不見離、四ッ手蹴返し、外足飛反、留反、傳反、掛反、裏繋、外繋、障泥掛、掛残、鋪小股、河津の掛の一本立
相撲圖式
大腰のひしぎ、磯之波、引廻之入身（相引廻不變）、逆繋、四手崩、はちなげ（繋投）、ひしぎ投、そり捻、むそう捻、ちやうの掛（内掛）、車返（車反り）、膝やぐら、袖返（ひつそう入身）、袂之下反、うけ返り、立居返（傳返り）、一寸返、頭捻、諸捻（つきおとしの入身）、兒之手栢（すかしひねり）、捻返し（逆捻）、得智後捻（腰捻）、蹴返之當（出しのもたれ）、腹やぐら、磯之波、胴捻、前付捻、登り掛、投残、あおり掛、きぬうり、腹投、抱投、無相出し、折返、かけの一本立、大逆手（逆手くじき）、くくりなげ、上手反、大渡、撞木反、四手捻、かいなひねり、片輪車、折倒、はねそり、つみの大心（打虚之入身）、喉附、寄投、立居腰（上手返し）、投之三所詰、中投、小腰之ひしぎ、大腰之ひしぎ、中反り、飛反り、かけぞり、居反、負投、すくひ投、そくひ、波枕、けひねり、くくり投、かひ投
相撲大全
かものいれくび、むかふづき、さかてなげ、すくひなげ、ぎゃくなげ、なげ、つまどり、さまた、ためだし、たぐり、みところづめ、けかへし、かひなひねり、うちがけ、かたすかし、だし、そくびおこし、ひきまはし、かはづがけ、しゅもくぞり、やがら、もちだし、ひさこまはし、とびちがひ、こしくぢき、大わたし、鴫のはがへし、まがひつき出し、つつきけかへし、そとがけ、きぬかつぎ、てふのがけ、つきやぐら、たすきぞり、うはてすかし、しきこまた、そとむさう、よつがひ、そくびなげ、はりまなげ、かけなげ、おひなげ、のぼりがけ、やぐら、したてやぐら、うちむさう、とあし、くぢきだふし

## 力士

### 力士の鍛練法
- 受け身・鉄砲・四股・摺り足・股割・ぶつかり稽古など

### 力士の段級
- 日本相撲連盟が、段級位制を取っている。黒いまわしの着用が許されるのは初段以上である。

### あんことソップ
重量級の力士をあんこ、軽量の力士をソップと称する。軽量力士は一般的には不利とされるが、軽量ゆえの動きを生かした技で大型のあんこ力士を倒す取組は大きな見所となる。近年では筋力トレーニングを重視した千代の富士や初代霧島といった、いわゆるソップ体型の名横綱、名大関が登場している。

## 行司家
- 相撲司家の宗家吉田司家以外に、全国には行司家というものがあった。行司家は、五条家をはじめ、吉岡家、服部家、尺子家、一式家、岩井家、式守家、木村家、木瀬家、鏡山家、長瀬家など、その他多数存在した。
- 2017年現在、木村家と式守家のみが残っている[28]。

一般的に、吉田司家は五条家の目代と言われているが、一切そのようなことは無く、関係あるのは二条家のみである。
事実、吉田家の19世吉田追風（吉田善左衛門）が寛政年間（1789年-1801年）に徳川幕府に提出した故実書に「五条家は家業牢人の輩の道中絵符人馬宿駅の帳面免許す」とあり、また、「木村庄之助の先祖書きにも旅行の節御由緒これあり、京都五条家より御絵符頂戴いたしきたり候」と記されているように、相撲の宗家とは云い難い。

## 日本国外における相撲
相撲に似た格闘技は世界各地に存在している。
これ以外に、日系人が海外に伝えたり、大相撲の海外巡業や、外国人力士の活躍により触発されたりした日本式相撲文化も見られる。

### 相撲と日本人移民
相撲は、日本移民とともにブラジルに渡り、南アメリカにも持ち込まれた。
ブラジルでの最初の相撲大会は1914年8月31日、天長節（天皇誕生日）を祝してサンパウロ州グアダバラ耕地で開催された。福岡県、熊本県出身の30人余の若者が参加し、日本の本式の土俵で行われた。
- 1962年、アマチュアの普及発展を目的に、伯国相撲連盟が結成。1966年にはブラジル政府公認のスポーツ団体となった。相撲推定人口は約4000人、本部はサンパウロ市にある。
- 1983年、日本とブラジルの両相撲連盟が発起人となり国際相撲協議会を発足。
- 1985年にはパラグアイ、アルゼンチンの相撲連盟が同協議会に加盟する。
- 1986年、パラグアイへの日本人移民50周年記念事業として、全パ相撲大会が開催される。日本、ブラジル、アルゼンチン、パラグアイの4か国から選手が参加した。

日本からの遠征は1951年、全伯青年連盟の招聘による秀の山一行の渡伯を皮切りに、大相撲からアマチュア相撲の選抜選手が遠征がのちにも続いた。

### 大相撲の影響
ジョージアはもともとレスリングや柔道など格闘技が盛んであった。同国出身である栃ノ心剛史の大相撲での活躍が伝わり、相撲のファンクラブが設立されたり、相撲を学んだり、力士としての渡日を志したりする人が増えている。

## 関連書籍
- 神宮司庁『古事類苑 武技部』吉川弘文館、1999年1月1日、ISBN 9784642002448。
- 荒木精之『相撲道と吉田司家』相撲司会、1959年。
- 肥後相撲協会編『本朝相撲司吉田家』。
- 吉田長孝『原点に還れ〜国技相撲廃止の危機を突破した男 吉田司家二十三世追風 吉田善門』熊本出版文化会館（発売:創流出版）、2010年10月1日、ISBN 978-4-915796-88-3。
- 次田真幸『古事記』全訳注、講談社
  - 上巻（講談社学術文庫 207）、1977年12月8日、ISBN 978-4061582071。
  - 中巻（講談社学術文庫 208）、1980年12月5日、ISBN 978-4061582088。
  - 下巻（講談社学術文庫 209）、1984年7月6日、ISBN 978-4061582095。
- 宇治谷孟『日本書紀』全現代語訳、講談社
  - 上巻（講談社学術文庫）、1988年6月6日、ISBN 978-4061588332。
  - 下巻（講談社学術文庫）、1988年8月4日、ISBN 978-4061588349。
- 宇治谷孟『続日本紀』全現代語訳、講談社
  - 上巻（講談社学術文庫）、1992年6月5日、ISBN 978-4061590304。
  - 中巻（講談社学術文庫）、1992年11月4日、ISBN 978-4061590311。
  - 下巻（講談社学術文庫）、1995年11月6日、ISBN 978-4061590328。
- 森田悌『日本後紀』 全現代語訳、講談社
  - 上巻（講談社学術文庫）、2006年10月11日、ISBN 978-4061597877。
  - 中巻（講談社学術文庫）、2006年11月10日、ISBN 978-4061597884。
  - 下巻（講談社学術文庫）、2007年2月9日、ISBN 978-4061597891。
- 森田悌『続日本後紀』 全現代語訳、講談社
  - 上巻（講談社学術文庫）、2010年9月13日、ISBN 978-4062920148。
  - 下巻（講談社学術文庫）、2010年10月13日、ISBN 978-4062920155。
- ウーグ・クラフト著、後藤和雄編『ボンジュール ジャポン―フランス青年が活写した1882年』朝日新聞社、1998年5月、ISBN 978-4022572639。